# Martín Sombra
Elí Mejía Mendoza (La Dorada, 1938-Bogotá, 19 de mayo de 2025) mejor conocido por su alias Martín Sombra fue un guerrillero colombiano, miembro de las Fuerzas Armadas Revolucionarias de Colombia - Ejército del Pueblo (FARC-EP).

## Biografía
Nacido en La Dorada (Caldas). Fue parte de la guerrilla liberal que formaron los indígenas pijaos en Herrera (Tolima), conocidos como los Alpargatudos. Su padre Ely Mejía, alias ‘El Tigre’,  fue el cacique de este cabildo indígena y el jefe guerrillero que lideró los primeros enfrentamientos con los conservadores en Rioblanco y Herrera. En 1948, un grupo de conservadores asesinó a su madre, Leonilde Mendoza. Con diez años, cometió su primer asesinato a un guerrillero liberal, posteriormente asesinaría a su padre. 

### Militancia en las FARC-EP
Pasó a ser parte de las FARC-EP en 1966, donde sería cercano a Manuel Marulanda, y en 1986 se le encargo la creación de la Compañía Ciro Trujillo para ingresar a Casanare. Como parte de la comandancia del Bloque Oriental de las FARC-EP, participó en el Ataque a la base militar Girasoles en 1992, y la primera toma guerrillera a Puerto Rico (Meta). Fue también conocido como el carcelero de las FARC-EP, al ser el encargado de la custodia de los secuestrados. Mantuvo diálogos con las Guerrillas Bolivarianas de Venezuela.
Participó en la Toma de Mitú, y en la Toma de El Billar en 1998.

### Captura
En 2008, fue detenido cuando se dirigía a Saboyá (Boyacá), para realizar un viaje a Venezuela.
Se acogió a la Ley de Justicia y Paz, diseñada por el gobierno de Álvaro Uribe Vélez y en 2010 fue condenado a 24 años por la Toma de Mitú.
Hacia 2017 fue dejado en libertad. Pero fue recapturado el 1 de febrero de 2020, por el secuestro del ganadero Samuel Estupiñán en 2017.

### Declaraciones a la JEP
Para 2022, declaró haber entrenado a 700 menores de las FARC-EP, y de haber entrenado al grupo élite denominado los pisa suaves, quienes supuestamente comerían personas.
En 2023, declaró que el dinero de las FARC-EP, debía estar en Suiza, y que la mayoría de militantes de las FARC-EP fueron reclutados como menores de edad.
En declaraciones a la Jurisdicción Especial para la Paz, se adjudicó la Masacre de Mapiripan en 1997 en contraste con las investigaciones y testimonios de víctimas que establecían que esta masacre había sido cometida por paramilitares en complicidad con el Ejército Nacional.

## Fallecimiento
El 19 de mayo de 2025 falleció en el Hospital El Tunal en Bogotá a sus 87 años.